# Cricula vietnama
Cricula vietnama is een vlinder uit de familie nachtpauwogen (Saturniidae), onderfamilie Saturniinae.
De wetenschappelijke naam van de soort is voor het eerst geldig gepubliceerd door Brechlin, Naessig & Naumann in 1999.